# نظام مفتوح (نظرية النظم)

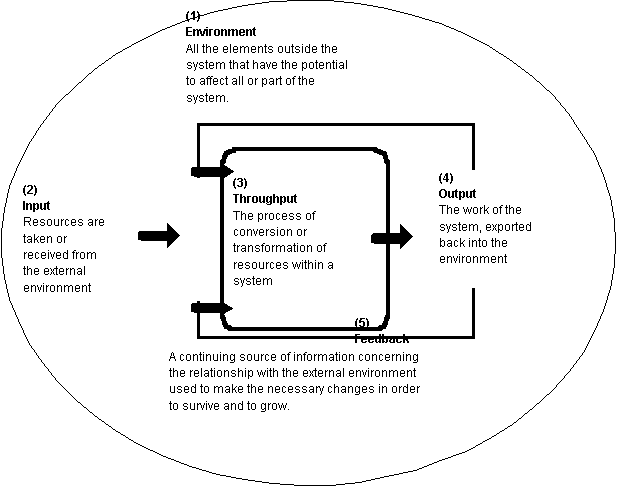
نموذج النظام المفتوح

في النظام المفتوح يتفاعل النظام باستمرار مع الوسط المحيط , ويمكن للتفاعل أن يأخذ شكل طاقة , أو تحول في المادة , أو الخروج عن حدود النظام حيث يعتمد على تحديد المفهوم (انظر أسفل)
يجب مقارنة النظام المفتوح مع النظام المغلق من حيث تبادل الطاقة أو المادة أو المعلومات مع المحيط
مفهوم النظام المفتوح وإضفاء صفة رسمية في إطار محدد للربط بين الديناميكا الحرارية والنظرية العضوية ونظرية التطور هذا المفهوم يعتمد على تقديم نظرية المعلومات وبعد ذلك نظرية النظم . نجدها اليوم في التطبيقات الطبيعية والعلوم الاجتماعية .

## في العلوم الطبيعية
في العلوم الطبيعية النظام المفتوح نظام قابل للتبادل سواء في الطاقة أو الكتلة وعلى العكس من النظام المغلق في الفيزياء حيث يسمح بتبادل الطاقة ولا يسمح بتبادل الطاقة إطلاقا .
وللنظام المفتوح عدد من النتائج :
النظام المغلق يحتوي على طاقة محددة ولكن في النظام المفتوح يفترض أن يكون هناك تعويض لطاقة حيث لايمكن أن تنفذ .
يمكن توفير الطاقة للجسيمات من مصادر مختلفة من الوسط المحيط وتكون لانهائية لأغراض الدراسة .
أحد الأنظمة المفتوحة يسمى نظام الطاقة المشعة حيث يستمد طاقته من أشعة الشمس حيث تعتبر مصدر طاقة لانهائية لجميع الأغراض العملية ويعرف باسم OSM .
| قوانين الديناميكا الحرارية | شاهد |
| ديناميكا حرارية            | شاهد |
| خواص المواد                | شاهد |

## في العلوم الاجتماعية
النظام المفتوح هو عملية تبادل الطاقة , الأشخاص , رأس المال وكذلك المعلومات مع الوسط المحيط

## قراءة إضافية
1. Khalil, E.L. (1995). Nonlinear thermodynamics and social science modeling: fad cycles, cultural development and identificational slips. The American Journal of Economics and Sociology, Vol. 54, Issue 4, pp. 423–438.
2. Weber, B.H. (1989). Ethical Implications Of The Interface Of Natural And Artificial Systems. Delicate Balance: Technics, Culture and Consequences: Conference Proceedings for the Institute of Electrical and Electronic Engineers

## وصلات خارجية
1. open System, Pricipea Cybernetica Web, 2007